# Dea coronata e vestita da una armatura reggente una torcia
 (septembre 2024).
La mise en forme du texte ne suit pas les recommandations de Wikipédia : il faut le « wikifier ».
Les points d'amélioration suivants sont les cas les plus fréquents :
- Les titres sont pré-formatés par le logiciel. Ils ne sont ni en capitales, ni en gras.
- Le texte ne doit pas être écrit en capitales (les noms de famille non plus), ni en gras, ni en italique, ni en « petit »…
- Le gras n'est utilisé que pour surligner le titre de l'article dans l'introduction, une seule fois.
- L'italique est rarement utilisé : mots en langue étrangère, titres d'œuvres, noms de bateaux, etc.
- Les citations ne sont pas en italique mais en corps de texte normal. Elles sont entourées par des guillemets français : « et ».
- Les listes à puces sont à éviter, des paragraphes rédigés étant largement préférés. Les tableaux sont à réserver à la présentation de données structurées (résultats, etc.).
- Les appels de note de bas de page (petits chiffres en exposant, introduits par l'outil «  Source ») sont à placer entre la fin de phrase et le point final[comme ça].
- Les liens internes (vers d'autres articles de Wikipédia) sont à choisir avec parcimonie. Créez des liens vers des articles approfondissant le sujet. Les termes génériques sans rapport avec le sujet sont à éviter, ainsi que les répétitions de liens vers un même terme.
- Les liens externes sont à placer uniquement dans une section « Liens externes », à la fin de l'article. Ces liens sont à choisir avec parcimonie suivant les règles définies. Si un lien sert de source à l'article, son insertion dans le texte est à faire par les notes de bas de page.
- La présentation des références doit suivre les conventions bibliographiques. Il est recommandé d'utiliser les modèles {{Ouvrage}}, {{Chapitre}}, {{Article}}, {{Lien web}} et/ou {{Bibliographie}}. Le mode d'édition visuel peut mettre en forme automatiquement les références.
- Insérer une infobox (cadre d'informations à droite) n'est pas obligatoire pour parachever la mise en page.

Pour une aide détaillée, merci de consulter Aide:Wikification.
Si vous pensez que ces points ont été résolus, vous pouvez retirer ce bandeau et améliorer la mise en forme d'un autre article.
 (mars 2025).
Améliorez-le ou discutez des points à vérifier. 
La Dea coronata e vestita da una armatura reggente una torcia est une Statue en bronze réalisée en 1881 par Émile-Coriolan Guillemin, Achille Collas et Ferdinand Barbedienne.
La sculpture est réalisée dans la fonderie Ferdinand Barbedienne, où le profil grec de la belle figure et l'armure évoquent plutôt l'image d'une déesse guerrière, représentée dans la pose célèbre de la torche. Cette invention, en France durant la Troisième République, entre les années 1880 et 1890, a connu un grand succès comme un heureux point de jonction entre l'œuvre d'art originale et la fonctionnalité décorative. À une époque de croissance extraordinaire des capacités et des ambitions de ce qui pouvait être considéré auparavant comme de l'artisanat artistique, elle a atteint une notoriété universelle imprévisible avec l'invention de Frédéric Auguste Bartholdi pour la ville de New York.

## Description
La sculpture représente une figure mythologique guerrière, vêtue d'une armure par-dessus une tunique antique, jeune et couronnée d'un diadème ainsi que d'une couronne élaborée. Le bras droit est tendu pour soutenir la grande base moulurée d'une torche (perdue). La figure en bronze repose sur un socle en forme de base carrée, décoré de frises et de rosettes en bronze.